# Jas B
Nguepy Dongmo Armel Jackson, également connu sous le nom de Jas.B, est un entrepreneur et consultant en management , marketing d'influence et personnal branding. Il est né le 26 février 1989 à Bafou.

## Biographie

### Débuts et inspiration
Avant de devenir une figure clé de l’industrie du divertissement camerounaise, Jas B s’inspire profondément du parcours de l’artiste-entrepreneur américain Jay Z. Admiratif de son ascension dans le monde de la musique et des affaires, Jas B commence à interpréter des chansons dès son plus jeune âge. Ses années au collège Martin Luther King de Bafoussam marquent ses débuts dans l’écriture musicale.
En parallèle, il explore d’autres formes d’expression artistique comme le mannequinat et l’organisation d’événements. Ces expériences le conduisent, en 2009, à fonder l’Afro Dance School, une école de danse qui deviendra plus tard un département de sa structure, la WestSi2 Corp. Malgré les réserves initiales de sa famille face à ses ambitions artistiques, Jas B s’installe à Yaoundé, où il consolide sa carrière et pose les bases de ses activités en tant que manager.

### Débuts dans le management
Nguepy Dongmo Armel Jackson commence sa carrière dans le management artistique en 2009. Passionné et polyvalent, il s'impose progressivement comme une figure clé de l'industrie du divertissement camerounais.
En 2019, il concrétise un projet de longue date en lançant WestSi2 Corp, une agence dédiée au conseil en management, communication et stratégie. L'agence s'est diversifiée en créant plusieurs filiales :
- Le KATALOG, spécialisé dans le marketing d'influence [5];
- La WESTBOX, un studio audio-visuel[6].

### Entrepreneuriat
En tant qu'entrepreneur il est  actif dans l'immobilier, la pisciculture, l'agroalimentaire et la technologie depuis 2019. Il  diversifie progressivement ses activités à travers plusieurs filiales notamment avec la Westbox.

### Contributions dans l'industrie musicale et cinématographique
Sous sa direction, WestSi2 Corp a collaboré avec plusieurs artistes, personnalités influentes et entreprises, notamment :
| Catégorie              | Liste |
| ---------------------- | --- |
| Artistes/Personnalités | - Dynastie Le Tigre - Muriel Blanche - KO-C - Valérie Ayena - Ebenezer Kepombia - Kareyce Fotso - Hortavie Mpondo - Krys M - Daniel Nsang - Lucie Memba Bos - Pakgne - Maalhox. - Xzafrane - Joys Sa'a - Carine Mongoue - Franklin Epape - Syndy Emade - Salatiel - Armel Silvère Dongou - Christian Yopa - Tania Akpovi                                                     |
| Entreprises            | - Guinness - Diageo - TECNO - Infinix - TotalEnergies - Orange Cameroun - Brasseries du Cameroun - TV5MONDE - MTN - Aya Oil - Institut Français - Sources du pays - Mira Cosmetics - Notch pay - Carimo Empire de Carine Moungoue. - Latania Empire - Golden Premium - Jet Camer - Canal+ - BGFIBank - Terrific Coffee - Adamant Media - Hilton Hôtel - EasyGroup - Nescafé. |

## Personal Branding Spirituel
Jackson Nguepy est l’initiateur du concept de Personal Branding Spirituel, une approche du personal branding qui propose de passer d’une stratégie de construction d’image à une démarche de révélation de soi. Contrairement au personal branding classique, fondé sur la visibilité, le positionnement marketing et le storytelling, cette méthode valorise l’alignement entre l’identité personnelle, l’énergie personnelle et la mission de vie.
Selon Nguepy, « on ne crée pas une marque, on découvre et on active une lumière déjà présente ». Cette philosophie repose sur neuf lois : la clarté intérieure, l'alignement, l'ancrage, la résonance, le langage de l’âme, la souveraineté et la mission incarnée. Elle invite à cultiver l’authenticité plutôt qu’à séduire par l’apparence, dans un monde professionnel souvent marqué par la perte de sens et la fatigue intérieure.
Cette vision, notamment adressée à la jeunesse africaine, vise à inspirer une nouvelle génération de leaders connectés à leur vérité intérieure.
Jas B considère que le personal branding spirituel ne s’oppose pas au personal branding classique, mais en constitue « le socle invisible ». Selon lui, cette dimension intérieure donne du sens à la stratégie, du souffle à la communication et de la puissance à l’impact. Il estime que, sans un alignement spirituel profond, l’image publique risque de devenir artificielle et source de dissonance. À l’inverse, une marque personnelle construite sur la vérité intérieure serait, selon lui, porteuse d’un rayonnement authentique et durable.

## Récompenses et distinctions
- 2020 et 2021 : Meilleur agent des relations publiques du Cameroun aux Bonteh Digital Media Awards ;
- 2021 : Meilleur manager aux Public Vision Awards ;
- 2022 : Prix spécial au Best Talent Cameroon.

- En 2021, son agence WestSi2 Corp reçoit le prix de la meilleure agence de communication et de management[réf. nécessaire].

## Autre
- Il est directeur général de Latania Empire Cameroun de 2021 a 2023[15].

- Cofondateur de la marque Le Cameroun d'abord.

- Président du comité d'organisation de The Public Vision awards[16] (2022[17] et 2023)[18].
- Responsable marketing et communication du Festival panafricain de la série de Douala(Douala Serie)[19],[20].
- Consultant et responsable marketing et communication des entreprises congolaises: Complexe Omericain guardian, Celsius pro Complexe bio-médical.

## Cinéma
En tant que passionné de l'industrie cinématographique, Jas B a également travaillé en tant que coproducteur en 2019 de la télé-réalité Pakgne. Il a également été scénariste de la saison 3 de la même web-série et directeur de production.
En 2022 il participe au casting de la série à succès La bataille des chéries du producteur Ebenezer Kepombia.

## Vision
Jas B est un fervent défenseur du potentiel novateur de l'Afrique, convaincu que le progrès est davantage réalisable grâce à la collaboration plutôt qu'à l'effort individuel. Animé par une vision collective, il promeut les synergies et le travail en équipe comme des leviers essentiels pour surmonter les défis et favoriser le développement durable sur le continent.